# هیوستون بزرگ
هیوستون بزرگ یا منطقه کلان‌شهری هیوستون (به انگلیسی: Greater Houston) یک منطقهٔ مسکونی در ایالات متحده آمریکا است که در تگزاس واقع شده‌است. هیوستون بزرگ ۴٬۹۴۴٬۳۳۲ نفر جمعیت دارد.